# 波葉金枝蘚
波葉金枝蘚（学名：Trismegistia undulata）为錦蘚科乳喙蘚屬下的一个种。